# Trioza bamendae
Trioza bamendae är en insektsart som beskrevs av Jennifer L. Hollis 1984. Trioza bamendae ingår i släktet Trioza och familjen spetsbladloppor.
Artens utbredningsområde är Kamerun. Inga underarter finns listade i Catalogue of Life.